# Johanna Svartström
Johanna Svartström, född 15 maj 1978 i Avesta, är en svensk översättare från engelska och spanska. Hon frilansar även som redaktör och korrekturläsare, är utbildad vid översättarprogrammet vid Uppsala universitet och undervisar även vid samma universitet. 
Svartström är sedan 2014 styrelseledamot i Översättarsektionen inom Sveriges författarförbund.

## Översättningar (urval)
- Cecelia Ahern: PS: jag älskar dig! (PS i love you) (Bazar, 2004)
- Care Santos: De gömda rummen (Habitaciones cerradas) (Bonniers, 2013)
- Jane Rogers: Jessie Lambs testamente (The testament of Jessie Lamb) (Ordfront, 2013)